# Kingdomino
Kingdomino – gra planszowa stworzona przez Bruno Cathalę, wydana w 2016 roku przez wydawnictwo Blue Orange Games. Gra jest połączeniem klasycznej mechaniki domino z elementami budowania królestwa. Dzięki prostym zasadom i szybkim rozgrywkom zyskała dużą popularność, zdobywając liczne nagrody, w tym tytuł Spiel des Jahres 2017.

## Opis gry
Gracze wcielają się w rolę władców, którzy starają się zbudować jak najwspanialsze królestwo, łącząc kafelki w kształcie domino. Celem gry jest zdobycie jak największej liczby punktów poprzez tworzenie terenów o różnych rodzajach krajobrazów, takich jak lasy, łąki, jeziora czy góry. Gra jest dynamiczna, z elementem rywalizacji i strategicznego planowania.

## Mechanika
Rozgrywka w Kingdomino polega na dobieraniu kafelków przedstawiających różne rodzaje terenów, które gracze muszą umiejscowić na swojej planszy. Każdy kafelek przedstawia dwa różne tereny, a gracze muszą je połączyć w taki sposób, by tworzyć jak największe obszary tego samego typu. Gra toczy się przez 12 rund, a punkty zdobywa się za obszary tego samego typu, które są pomnożone przez liczbę korony (symboli na kafelkach).
Każdy gracz ma do dyspozycji swoją planszę, na której buduje swoje królestwo. Kafle muszą być układane w sposób, który umożliwi powiększenie obszarów o takim samym rodzaju terenu. Ważnym elementem rozgrywki jest kolejność, w jakiej gracze wybierają kafelki, ponieważ mają one różne wartości punktowe. Na końcu gry gracz z największą liczbą punktów zostaje zwycięzcą.

## Nagrody
Kingdomino zdobyło szereg nagród i wyróżnień, w tym:
- Spiel des Jahres 2017 – niemiecką nagrodę dla najlepszej gry planszowej,
- As d'Or - Gra Roku 2017 (Francja),
- Golden Geek Best Family Board Game 2016.

## Wydania i rozszerzenia
Gra doczekała się kilku rozszerzeń i wariantów, w tym:
- Queendomino[5] – rozszerzenie, które wprowadza dodatkowe zasady, umożliwiające budowanie królestwa z większą ilością strategii oraz nowych elementów, takich jak budynki i dodatki,
- Kingdomino: Duel[6] – dwójkowa wersja gry, przeznaczona dla dwóch graczy, z innymi zasadami, ale zachowująca podstawową mechanikę[7].

## Popularność
Kingdomino to gra, która wyróżnia się prostotą zasad, a jednocześnie oferuje dużą głębię strategiczną, co sprawia, że jest dostępna zarówno dla młodszych graczy, jak i bardziej doświadczonych. Szybka rozgrywka oraz estetyczne wykonanie sprawiają, że gra stała się jednym z najczęściej wybieranych tytułów wśród gier familijnych i dziecięcych.